# Copestylum bradleyi
Copestylum bradleyi är en tvåvingeart som först beskrevs av Charles Howard Curran 1925.  Copestylum bradleyi ingår i släktet Copestylum och familjen blomflugor. Inga underarter finns listade i Catalogue of Life.